# Gary Conway
Gary Conway, nome artístico de Gareth Monello Carmody (Boston, 4 de fevereiro de 1936), é um ator e roteirista estadunidense. Trabalhou em séries como Burke's Law, Terra de Gigantes, Maverick, 77 Sunset Strip e também participou de filmes como Teenage Frankenstein e How to Make a Monster. Trabalhou na Broadway em produções como Beauty Part juntamente com Bert Lahr e Anita Loos. É casado com Marian Conway, que foi Miss América 1957.